# Craig Thompson
Craig Thompson (Traverse City, 21 de setembro de 1975) é um autor de histórias em quadrinhos dos Estados Unidos. É autor da obra Blankets (Lançada no Brasil com o título Retalhos), graphic novel autobiográfica pela qual ganhou dois prêmios Eisner.

## Início da vida
Craig Thompson nasceu no ano de 1975 em Traverse, Michigan. Cresceu no interior do estado de Wisconsin, Estados Unidos, em uma família cristã.

## Carreira
Thompson trabalhou brevemente como designer na editora Dark Horse Comics, antes de começar a se concentrar em seus projetos pessoais. Sua primeira graphic novel, Good-bye, Chunky Rice, foi lançada em 1999.
O quadrinista atingiu o sucesso com sua segunda obra, Blankets. A história autobiográfica aborda como foi sua criação sob rígida educação cristã de sua família e a experiência do primeiro amor. Lançada em 2003 através da Top Shelf Productions, foi traduzida em 20 línguas e ganhou dois Eisner, quatro prêmios Harvey e dois Ignatz. Um ano depois, publicou Carnet de Voyage, um quadrinho relatando seu diário de viagens da tour promocional do lançamento de Blankets na Europa.
Após sete anos de produção, foi publicada pela Pantheon Books a graphic novel Habibi. Baseada na cultura islâmica, Thompson classificou a obra como uma reação à islamofobia pós-11 de setembro. Em 2015, foi publicada Space Dumplins, voltada para o público infantil. Seu lançamento mais recente é Ginseng Roots, primeiro quadrinho serializado do autor. A obra mistura elementos autobiográficos do tempo de Thompson trabalhando como um agricultor de ginseng com abordagens sobre a história da raiz.

## Obras
- Good-bye, Chunky Rice (1999)
- Blankets (2003)
- Carnet de Voyage (2004)
- Habibi (2011)[5]
- Space Dumplins (2015)
- Ginseng Roots (2019)[8]